# Договор присоединения
Договор присоединения — гражданско-правовой договор, условия которого определены одной из сторон в формулярах или иных стандартных формах и могли быть приняты другой стороной не иначе как путем присоединения к предложенному договору.

## Общая характеристика
Впервые термин «договор присоединения» был введен в гражданско-правовую науку французским юристом Р. Салейллем, который выделял следующие его признаки: экономически и социально доминирующее положение одной из сторон; оферта адресована неопределенному кругу лиц и рассчитана на неоднократное применение; условия договора определены одной из сторон с возможностью известной конкретизации лишь в установленных заранее пределах.
Договоры присоединения применяются при отношениях с крупными экономическими субъектами, осуществляющими типовые операции — банками, страховыми компаниями, организациями транспорта и т.п. Для них согласовывать каждое условие договора с контрагентом для заключения совершенно однотипных сделок не представляется возможным

## Договор присоединения в российском праве
Договору присоединения посвящена статья 428 Гражданского кодекса РФ. Она позволяет «слабой стороне» требовать изменения или расторжения договора присоединения в судебном порядке, если его условия таковы, что разумный участник оборота не принял бы их, если бы имел возможность участвовать в определении условий договора. Суды при рассмотрении таких дел учитывают соотношение переговорных возможностей сторон, их профессионализм, уровень конкуренции на рынке, добровольность присоединения к условиям договора.

## Договор присоединения в праве США
В США при оценке недобросовестности договора суды применяют подход, называемый «доказывание по скользящей шкале» (sliding scale approach). Он заключается в том, что чем значительнее неравенство в переговорных возможностях, тем меньше стандарт доказывания явной обременительности условий. И наоборот, чем несправедливее условие, тем меньше стандарт для доказывания неравенства переговорных возможностей. Доктрина недобросовестности стала частью американского права после принятия Единообразного торгового кодекса США. Суды получили право отвергать явно несправедливые условия, если при заключении договора сторона имела ограниченные переговорные возможности и была лишена реального выбора. Данная практика активно развивалась в 1950—1970-е годы. Однако в 1980-е годы она начала сворачиваться под влиянием новой веры в экономическую свободу и недоверия к активной роли суда.